# Rhabdophis ceylonensis
Rhabdophis ceylonensis is een slang uit de familie toornslangachtigen (Colubridae) en de onderfamilie waterslangen (Natricinae).

## Naam en indeling
De wetenschappelijke naam van de soort werd voor het eerst voorgesteld door Albert Günther in 1858. Oorspronkelijk werd de wetenschappelijke naam Tropidonotus chrysargus var. ceylonensis gebruikt. Rhabdophis ceylonensis was lange tijd de enige soort uit het monotypische geslacht Balanophis.
De slang behoorde eerder tot de geslachten Tropidonotus en Amphiesma, waardoor de verouderde wetenschappelijke namen in de literatuur worden gebruikt. De soortaanduiding ceylonensis betekent vrij vertaald 'wonend in Ceylon' (Sri Lanka).

## Verspreiding en habitat
De soort komt voor in delen van Azië en leeft endemisch in Sri Lanka. De habitat bestaat uit vochtige tropische en subtropische bossen, zowel in bergstreken als in laaglanden. De soort is aangetroffen van zeeniveau tot op een hoogte van ongeveer 900 meter boven zeeniveau.

## Beschermingsstatus
Door de internationale natuurbeschermingsorganisatie IUCN is de beschermingsstatus 'gevoelig' toegewezen (Near Threatened of NT).